# Tagebuch einer Biene
Tagebuch einer Biene ist ein Dokumentarfilm des Regisseurs Dennis Wells. Der Film berichtet über das Leben einer Winterbiene und einer Sommerbiene aus deren Sicht und auch mit deren vermeintlichen Stimmen. Er ist eine deutsch-kanadische Koproduktion.

## Handlung
Der Film beginnt im Winter, die Geschichte zweier Bienen-Generationen zu erzählen. Es gibt zwei Hauptdarsteller: Eine Winterbiene und eine Sommerbiene.
Die Winterbiene, die schon im Herbst geboren ist, nährt als Amme am Anfang des Films eine Bienenlarve. Die Brutzelle dieser wird dann zur Metamorphose der Larve in eine Puppe verschlossen. 21 Tage nachdem die Königin das Ei gelegt hat, schlüpft die junge Sommerbiene aus ihrer Puppe und durchstößt den Wachsdeckel ihrer Wabe. Sie wird von der Ammenbiene begrüßt und von ihr „Bee“ getauft. Sie ist ab jetzt ihr „Pflegekind“.
Um die Jungbiene zu ernähren, braucht die Winterbiene nun am besten eiweißhaltige Blütenpollen. Um diese zu finden, verlässt sie das erste Mal seit fünf Monaten den Bienenstock. Sie hat jedoch Zeitdruck, denn sie muss vor Sonnenuntergang wieder zu Hause im Stock sein. Nach einiger Zeit findet sie tatsächlich einen Frühblüher, eine Weide mit Weidenkätzchen.
Nach weiteren 21 Tagen muss auch Bee, die Sommerbiene, als Sammelbiene ausfliegen und folgt dabei ihrer Amme. Doch es kommt ein Gewitter auf und es beginnt zu regnen: Eine große Gefahr für die Bienen, da sie im Regen ertrinken können. Bee schafft es, im Gegensatz zu ihrer Amme, nicht, den sicheren Stock aufzusuchen und rettet sich unter ein Blatt. Sie überlebt die nächste Nacht zwar und kann zum Stock zurückfliegen, jedoch ohne Pollen.
Auch am nächsten Tag bleibt sie erfolglos. Die Sommerwiese wird abgemäht. Sie findet aber eine weiter entfernte Blüte, und der Nektar dieser gibt ihr wieder Kraft. Mit neuer Energie landet sie dann aber aus Versehen auf einem Erdbeermarmeladenbrot und wird dort von einem Menschen vertrieben. Mit letzter Kraft erreicht sie den Bienenstock, jedoch ohne Pollen.
Wieder „zu Hause“, sieht sie ihre tote Amme. Diese hat, wie die meisten Winterbienen, ungefähr sieben bis acht Monate gelebt. Bee muss den toten Bienenkörper jetzt schnell aus dem Stock entfernen. So bleibt der Stock frei von Krankheitserregern.
Nach dem nächsten Gewitterregen ist ein großer Teil der Nahrung im Stock aufgebraucht. Bee muss danach mithelfen den Vorrat aufzustocken. Bei einem Flug im Wald entdeckt sie Blattläuse und merkt, dass diese ein dickflüssiges Sekret absondern. Sie und die anderen Bienen stellen aus diesem den Waldhonig her.
Am nächsten Morgen sind drei neue Königinnen geboren. Sie bekämpfen sich so lange, bis nur noch eine von ihnen übrig ist. Die alte Königin flüchtet aus dem Stock. Bee und die Hälfte des alten Volkes schließt sich ihrem Flug an. Bee findet in einem hohlen Baum einen geeigneten Platz für das neue Nest, das das Volk jetzt braucht.
Doch bald kommen Angreifer: Hornissen. Zusammen mit den anderen Bienen gelingt es Bee, das Nest gegen die stärkeren Hornissen zu verteidigen.
Aber nun sind auch die Tage der Sommerbiene gezählt: Nach weiteren sechs Wochen stirbt sie ebenfalls.

## Veröffentlichung
Premiere war im Oktober 2020 im Rahmen der Hofer Filmtage, der deutsche Kinostart am 7. Oktober 2021. Außerdem ist er seit dem 17. März 2022 auch auf DVD, Blu-Ray und Video-on-demand oder seit dem 8. März 2022 als digitaler Download verfügbar.

## Besonderheiten und Rezensionen

### Ich-Perspektive
Die Handlung wurde aus der Ich-Perspektive der jeweiligen Biene erzählt, was eher ungewöhnlich für einen Dokumentarfilm ist. Dabei liehen Anna Thalbach der Winterbiene und ihre Tochter Nellie Thalbach der Sommerbiene ihre Stimme. Der Regisseur Dennis Wells begründete diese Entscheidung so:
„Eine derartige Vermenschlichung von Tieren finde ich eigentlich falsch. Allerdings empfanden wir es zum Schluss eigentlich nur als konsequent, auch den Text aus der Sicht der Bienen zu verfassen. Die gesamte Bildsprache und Dramaturgie ist ja darauf ausgelegt, uns in die Welt der Bienen hineinzuziehen, sie fast buchstäblich aus ihren Augen zu sehen, wir fanden es dann nur richtig, auch den Text aus der Perspektive der Bienen zu formulieren. Es war ein Experiment, ich hoffe, dass es geklappt hat.“
Die Zeit kritisiert jedoch diese Entscheidung:
„'Ich wurde im Herbst geboren', sagt die Biene. Und: 'Wir Winterbienen haben nur eine Aufgabe. Unser Volk über die lange froststarre Zeit zu bringen, in der nichts für uns blüht.' Logik scheint im Film eine untergeordnete Rolle zu spielen – denn abgesehen davon, dass Bienen natürlich nicht sprechen und denken wie Menschen: Wie kann diese den Winter beschreiben, den sie nicht kennt? Und wer hat ihr erzählt, was ihr Job ist und dass draußen etwas blühen soll, wo sie doch noch nie den Stock verlassen hat?“
Der evangelische Pressedienst bezeichnet die Stimmen von Anna Thalbach und ihrer Tochter Nellie als „gewöhnungsbedürftig“. Durch diese Technik würde „die Möglichkeit der Vermittlung relevanter Informationen“ begrenzt werden.
Der Verein Mellifera schließt sich an:
"In solch einem Unterhaltungsprodukt ein interessanter und spannender Ansatz, der jedoch aus unserer Sicht einen gewissen Kritikpunkt darstellt.
Denn selbst für langjährige Bienenhalter ist es immer wieder eine Herausforderung, den Blick auf den Gesamtorganismus Bien zu wahren. Und so trägt die dauerhafte Perspektive auf das Einzelwesen nicht dazu bei, eine ganzheitliche Sichtweise, die für das Verständnis der Lebensweise eines Bienenvolkes unabdingbar ist, zu fördern.

So erfüllt die Handlung zwar absolut das in Titel und Filmbeschreibung gemachte Versprechen, eine Einzelbiene zu begleiten, doch wir hätten uns gewünscht, dieses Einzelwesen im umfassenderen Kontext des Gesamtwesens zu betrachten."
Insgesamt war die Resonanz also eher verhalten gegenüber dieser Entscheidung.

### Aufnahmen
Bei dem Dreh wurden viele Nah- bzw. Makroaufnahmen und Zeitlupenaufnahmen verwendet. In Zeitlupe wurde, laut Dennis Wells, „fast immer“ gedreht und sie konnten „so alles auf die Hälfte oder sogar ein Zehntel der tatsächlichen Geschwindigkeit“ verlangsamen.
Mellifera äußerte sich dazu so:
„[Der Film] sorgt mit seinen beeindruckenden Bildern regelmäßig für fallende Kinnladen. Denn auch unsere Augen wurden ob der puren Schönheit der Aufnahmen in und um den Bienenstock herum regelmäßig groß. Gestochen scharfe Nah- und Zeitlupenaufnahmen der Geschehnisse im Bienenvolk beeindrucken sowohl Laien als auch waschechte Bienenkenner. Ein regelrechter Augenschmaus, der vor allem auf einer größeren Leinwand (im besten Fall natürlich im Kino) eine beeindruckende Wirkung entfaltet.“
Die Zeit schreibt ebenfalls begeistert von der Faszination, die die Makroaufnahmen bei den Zuschauern auslöst. Diese zeigen „jedes Härchen gestochen scharf“.
Der evangelische Pressedienst zeigt auch Begeisterung:
„Mit dem Eintauchen in die Welt der Bienen gelingen verblüffende Nahaufnahmen.“

### Wissenschaftlicher Aspekt
Die Wissenschaft spielt in einem Dokumentarfilm selbstverständlich eine große Rolle. Der Regisseur meinte zu der Rolle der Wissenschaft in seinem Film:
„Wir haben uns [...] viel Mühe gegeben [den Film wissenschaftlich korrekt umzusetzen] und mit  Jürgen Tautz und  Tugrul Giray sehr gute Beratung. Aber der Film hat keinen Anspruch ein Lehrfilm zu sein. Wichtig war uns vielmehr unterhaltsam neues zu erzählen. Ich wollte zeigen, dass man selbst heute noch viel über die Bienen lernen kann.“
Die Zeit schrieb zu diesem Thema folgendes:
„Dass das Drehbuch unter Beratung von Fachleuten entstanden ist, merkt man an der präzisen Beschreibung der Biologie in diesen Szenen. Weil vieles aus dem natürlichen Leben im Stock aus dramaturgischen Gründen weggelassen werden musste, leidet die Wissenschaftlichkeit im Ganzen aber doch ein wenig.“
Der evangelische Pressedienst nennt sogar ein Beispiel dafür:
„Über Kommunikation zwischen den Bienen mittels jenes »Schwänzeltanzes«, für dessen Entdeckung Karl von Frisch den Nobelpreis erhielt, ist nur wenig zu erfahren. Das von Thomas Seeley beschriebene quasidemokratische Abstimmungsverfahren, mit dem eine Bienentraube sich für den optimalen Unterschlupf entscheidet, wird völlig ausgespart.“

### Allgemein
Mellifera weist zusätzlich auch noch auf Ungereimtheiten und auf eine teilweise unrealistische Darstellung hin:
„Ein Bienenvolk zu beobachten, in dem keine Varroamilben auftreten, die Bienen schwächen und Krankheiten verbreiten, fühlt sich zwar heilsam an, ist aber leider unrealistisch. Stattdessen erleben wir die (streng unter Artenschutz stehende) Hornisse als Gegner des Bienenvolkes. Auch wenn in der Realität einzelne Hornissen einzelne Bienen fangen, was für ein gesundes Bienenvolk kein Problem darstellt, ist die Bedeutung der Hornisse für unser Ökosystem größer als der etwaige Verlust einzelner Bienen. Indem dieses Feindbild schon bei den jüngsten Kinobesuchern aufgebaut wird, verpasst der Film eine Chance, auf wichtige Zusammenhänge im Ökosystem hinzuweisen und die unvoreingenommene Neugier von Kindern zu fördern.“

## Produktion
Die aufwendige Produktion wurde vom WDR, der Film- und Medienstiftung NRW, dem kanadischen öffentlich-rechtlichen Sender CBC und dem Streamingdienst Love Nature mitfinanziert. Das Drehbuch entstand durch Absprache mit dem Bienenforscher Jürgen Tautz, der mithalf eine „plausible und wissenschaftlich fundierte Bienenbiographie“ zu erstellen, wie Dennis Wells erzählte.
Gedreht wurde in der Nähe Wells` Heimatstadt Köln, im Bergischen Land, aber auch in Stuttgart, weil der Kameramann Brian McClatchy damals dort wohnte. Nach der Produktion hatte er 16 Bienenstöcke zu Hause in seiner Scheune, die als Studio genutzt wurde. Andere Drehorte, vor allem für Außenaufnahmen, befanden sich im Karwendel-Gebirge; die Landschaft dort sei, laut Wells, „einfach spektakulär“.
Gefilmt wurde zwei Jahre lang (150 Drehtage), danach folgte ein Jahr Postproduktion. Hier mussten von Jan Stefan Kolbe viele Stunden Material geschnitten werden und teilweise nur kleinste Ausschnitte herausgesucht werden. Dennis Wells weiß das zu schätzen:
„Stefan Kolbe hat ein ganz außergewöhnliches Gespür dafür, in unübersehbaren Mengen von Material den richtigen Moment zu finden. Man darf nicht vergessen, dass das meiste Material in Zeitlupe vorlag, was bedeutet, dass es einfach Tage gedauert hat, das Material überhaupt zu sichten.“
Außerdem wurde noch CGI, also computergenerierte Aufnahmen, genutzt. Die Macher wollten diese aber „so wissenschaftlich, wie es nur geht“ erstellen und sie auch nur benutzen, wenn die Szenen nicht zu filmen waren, erzählt Dennis Wells. Also unter anderem als die Biene sticht, von der Kamera verfolgt wird oder sie durch die Landschaft fliegt.